# Nephrotoma tigrinoides
Nephrotoma tigrinoides is een tweevleugelige uit de familie langpootmuggen (Tipulidae). De soort komt voor in het Afrotropisch gebied.